# 11274 Castillo-Rogez
11274 Castillo-Rogez este o planetă minoră (asteroid) din Outer Main Belt⁠(d). A fost descoperită pe 16 septembrie 1988 la Observatorio de Cerro Tololo⁠(d) de Schelte J. Bus. 
Obiectul prezintă o orbită caracterizată de o semiaxă mare de 3,9685771 UAi, o excentricitate de 0,21, o înclinație de 2,29969 ° în raport cu ecliptica.